# Fregaty rakietowe typu FREMM
Fregaty rakietowe typu FREMM – seria wielozadaniowych fregat rakietowych opracowanych wspólnie przez Francję i Włochy. Okręty są przystosowane do zwalczania celów powietrznych, nawodnych, okrętów podwodnych a także celów lądowych. Pierwsza jednostka weszła do służby w 2012 roku. We Francji okręty znane są także jako typ Aquitaine (region na południu Francji), w służbie włoskiej jako typ Bergamini (od admirała Carla Bergaminiego). Fregaty dla Francji i Maroka buduje koncern DCNS, we Włoszech Orizzonte Sistemi Navali - joint venture włoskich stoczni.

## Historia
Z powodu dużych kosztów opracowanych wspólnie przez Francję i Włochy fregat typu Horizon, rządy obu państw wyraziły w 2002 roku zamiar budowy serii tańszych wielozadaniowych fregat, które mogłyby być budowane w większej liczbie. W 2005 roku zawarto porozumienie międzyrządowe. Prace nad projektem podjęło to samo konsorcjum – ze strony francuskiej Armaris (joint venture firm DCN i Thales, później należące do  koncernu DCNS), a z włoskiej Orizzonte Sistemi Navali, które zawarły umowę o współpracy 17 listopada 2005 roku. Fregaty oznaczono jako typ FREMM, od francuskiego Frégates européennes multi-missions lub włoskiego Fregate europee multi-missione – fregata europejska wielozadaniowa. Francuska Marynarka Wojenna wyraziła zapotrzebowanie na 17 okrętów tego typu: osiem w wersji przeciwpodwodnej (ASW) i dziewięć w wersji do walki z okrętami nawodnymi iatakowania celów naziemnych - AVT, ale w październiku 2008 roku zdecydowano o redukcji zamówienia do 11 sztuk, jednocześnie rezygnując z budowy wersji AVT. Włochy miały zamówić początkowo 10 okrętów z czego 4 w wersji ZOP i 6 wielozadaniowych. Jeden okręt tego typu został zamówiony przez Maroko.
9 maja 2006 roku Włochy zamówiły pierwsze dwie fregaty, a 30 stycznia kolejnego roku dalsze cztery. Cena okrętu miała wynosić około 250 milionów euro, lecz wzrosła i w przypadku włoskich okrętów określa się ją nieoficjalnie na ponad 500 milionów euro.
W 2009 roku Grecja wyraziła zapotrzebowanie na 4 okręty, z opcją na kolejne 2. W 2011 Francja zaproponowała sprzedaż 2-4 okrętów, które mogłyby powstać w greckich stoczniach, z odroczeniem zapłaty za nie o 5 lat i możliwością oddania ich Francji, jeżeli grecki rząd nie byłby w stanie spłacić okrętów. Każda z tych fregat miałby kosztować 300 mln Euro. W lutym 2013 Grecja nadal była zainteresowana wypożyczeniem od Francji dwóch fregat FREMM i czterech samolotów Atlantique 2.
16 lutego 2015 Egipt kupił od Francji jedną fregatę FREMM w wersji ZOP w pakiecie z 24 samolotami Dassault Rafale za 5 mld euro. Negocjacje trwały od listopada 2014, ale w związku z wymogiem dostarczenia okrętu w 2015 roku do Egiptu trafił wyprodukowany już dla Marine nationale okręt „Normandie” (D651). Szkolenie egipskiej załogi rozpoczęto w marcu 2015. Ceremonia przekazania okrętu odbyła się 23 czerwca 2015. Do bazowania z fregaty ma zostać zakupiony także śmigłowiec NHI NH90.
W 2015 roku Francja zredukowała ostatecznie zamówienie do ośmiu fregat, w tym sześciu ZOP, które powstały do 2019 roku, zastępując niszczyciele typów Tourville i Georges Leygues, oraz dwóch przeciwlotniczych FREDA dla zastąpienia dwóch niszczycieli typu Cassard. Fregaty typu La Fayette (pięć sztuk) zastąpi natomiast całkowicie nowy projekt. Należy zaznaczyć, że Francja oficjalnie klasyfikuje wszystkie okręty podobnej wielkości jako fregaty, jednakże fregaty typu FREMM noszą numery burtowe standardu NATO z literą D, odpowiadające niszczycielom – podczas gry włoskie okręty noszą numery z literą F, odpowiadające fregatom.

## Wersje
Wersje okrętów w zależności od użytkownika mają nieznacznie różnić się wyposażeniem z zachowaniem wspólnych elementów do których należą m.in. pociski przeciwlotnicze MBDA Aster, armata OTO Melara 76 mm, europejskie śmigłowce NH90 i torpedy MU90. Główne różnice to pociski przeciwokrętowe Exocet na wersji francuskiej i Otoman na włoskiej oraz rodzime systemy zarządzania ogniem i radary.
- Wersja ZOP - wersja ta ma posiadać m.in. sonar holowany Captas, dodatkowe torpedy do zwalczania okrętów podwodnych a w przypadku okrętów włoskich przeciwokrętowe pociski MILAS.
- Wersja do zwalczania celów lądowych - wersja ta ma posiadać m.in. wyrzutnię pocisków manewrujących, a także działo OTO Melara 127 mm zdolne wystrzeliwać kierowane pociski Vulcano osiągające zasięg 120 km, w służbie włoskiej określane jako okręty „ogólnego przeznaczenia”.
- Wersja przeciwlotnicza - w związku z anulowaniem przez Francję zamówienia na 3 i 4 fregatę typu Horizon, rozpoczęto  prace studialne nad przeciwlotniczą wersją fregat FREMM nazwaną FREDA która ma być wyposażona w dodatkowe pociski przeciwlotnicze Aster-30. Planuje się zbudowanie 2 okrętów tej wersji.

## Okręty
Marine nationale - typ Aquitaine
| Znak taktyczny | Typ   | Nazwa     | Położenie stępki | Wodowanie            | Wejście do służby | Port macierzysty | Uwagi               |
| -------------- | ----- | --------- | ---------------- | -------------------- | ----------------- | ---------------- | ------------------- |
| D650           | ZOP   | Aquitaine | 2007             | 29 kwietnia 2010     | 23 listopada 2012 | Brest            |                     |
| D651           | ZOP   | Normandie | 2009             | 18 października 2012 |                   |                  | sprzedana do Egiptu |
| D652           | ZOP   | Provence  | 2010             | 18 września 2013     | 12 czerwca 2015   | Brest            |                     |
| D653           | ZOP   | Languedoc | 2011             | 12 lipca 2014        | 16 marca 2016     | Tulon            |                     |
| D654           | ZOP   | Auvergne  | 2012             | wrzesień 2015        | 14 lutego 2018    | Tulon            |                     |
| D655           | ZOP   | Bretagne  | 2013             | 16 września 2016     | 20 lutego 2019    | Brest            |                     |
| D656           | ZOP   | Normandie | 2014             | 1 lutego 2018        | 3 czerwca 2020    | Brest            |                     |
| D657           | FREDA | Alsace    | 2016             | 18 kwietnia 2019     | 16 kwietnia 2021  | Tulon            |                     |
| D658           | FREDA | Lorraine  |                  |                      | 2022              | Tulon            |                     |
| D6..           | ZOP   | anulowana | anulowana        | anulowana            | anulowana         | Brest            |                     |
| D6..           | ZOP   | anulowana | anulowana        | anulowana            | anulowana         | Brest            |                     |

 Marina Militare - typ Bergamini
| Znak taktyczny | Typ | Nazwa               | Położenie stępki | Wodowanie       | Wejście do służby | Port macierzysty | Uwagi               |
| -------------- | --- | ------------------- | ---------------- | --------------- | ----------------- | ---------------- | ------------------- |
| F590           | ZCL | Carlo Bergamini     | 4 lutego 2008    | 16 lipca 2011   | 29 maja 2013      | La Spezia        |                     |
| F591           | ZOP | Virginio Fasan      | 12 maja 2009     | 31 marca 2012   | 19 grudnia 2013   | La Spezia        |                     |
| F592           | ZOP | Carlo Margottini    | 21 kwietnia 2010 | 29 czerwca 2013 | 27 lutego 2014    | La Spezia        |                     |
| F593           | ZOP | Carabiniere         | 6 kwietnia 2011  | 29 marca 2014   | 28 kwietnia 2015  | Tarent           |                     |
| F594           | ZOP | Alpino              | 23 lutego 2012   | 13 grudnia 2014 | 30 września 2016  | Tarent           |                     |
| F595           | ZCL | Luigi Rizzo         | 5 marca 2013     | 19 grudnia 2015 | 20 kwietnia 2017  | La Spezia        |                     |
| F596           | ZCL | Federico Martinengo | 5 czerwca 2014   | 4 marca 2017    | 24 kwietnia 2018  | Tarent           |                     |
| F597           | ZCL | Antonio Marceglia   | 12 lipca 2015    | 3 lutego 2018   | 16 kwietnia 2019  | Tarent           |                     |
| F598           | ZCL | Spartaco Schergat   | 2017             | 2019            |                   |                  | sprzedana do Egiptu |
| F599           | ZCL | Emilio Bianchi      | 2018             | 2020            |                   |                  | sprzedana do Egiptu |

 Maroko - typ Aquitaine
| Znak taktyczny | Typ | Nazwa       | Położenie stępki | Wodowanie        | Wejście do służby | Port macierzysty | Uwagi |
| -------------- | --- | ----------- | ---------------- | ---------------- | ----------------- | ---------------- | ----- |
| 701            | ZOP | Mohammed VI | 2008             | 14 września 2011 | 30 stycznia 2014  | Ksar es Seghir   |       |

 Egipska Marynarka Wojenna - typ Aquitaine
| Znak taktyczny | Typ | Nazwa      | Położenie stępki | Wodowanie            | Wejście do służby | Port macierzysty | Uwagi                     |
| -------------- | --- | ---------- | ---------------- | -------------------- | ----------------- | ---------------- | ------------------------- |
| FFG 1001       | ZOP | Tahya Misr | 2009             | 18 października 2012 | 23 czerwca 2015   | Aleksandria      | ex D651 Normandie         |
| FFG 1002       | ZLC | Al-Galala  | 2017             | 2019                 | 29 grudnia 2020   | ?                | ex F598 Spartaco Schergat |
| ?              | ZLC | ?          | 2018             | 2020                 | 2021              | ?                | ex F598 Emilio Bianchi    |